# Kosta Mušicki
Konstantin Mušicki (em sérvio:  Константин Коста Мушицки; 7 de abril de 1897–17 de julho de 1946) foi um general de brigada iugoslavo que comandou o colaboracionista Corpo de Voluntários Sérvios durante a Segunda Guerra Mundial. Ele foi capturado pelo exército britânico no final da guerra, mas posteriormente entregue às autoridades iugoslavas, que o julgaram e executaram por crimes de guerra.

## Biografia
Kosta Mušicki nasceu em 7 de abril de 1897 em Slavonski Brod, Áustria-Hungria (atual Croácia), filho de Milutin e Jelena Mušicki (nascida Mihailović).  De etnia sérvia, iniciou o serviço militar no Exército Austro-Húngaro.  Mais tarde, ele se casou e teve dois filhos.  Durante o período entreguerras, Mušicki serviu como assessor do rei Alexandre I e da rainha Maria. Ele se juntou ao fascista Movimento Nacional Iugoslavo em sérvio:  Југословенски народни покрет, Збор, Jugoslovenski narodni pokret, Zbor) após o assassinato do rei em 1934. 

## Segunda Guerra Mundial
Mušicki estava estacionado em Slavonski Brod na época da invasão da Iugoslávia pelo Eixo em abril de 1941 e serviu como comandante do Exército Real Iugoslavo responsável pela ferrovia entre Belgrado e Zagreb no posto de coronel. Ele demonstrou seu apoio aos alemães ajudando suas forças durante a invasão. A Iugoslávia foi rapidamente conquistada pelas potências do Eixo e Mušicki permaneceu em Slavonski Brod por vários meses após a conquista. Ele tentou se juntar à Milícia Ustaše lá, mas foi rejeitado. Foi para Belgrado em meados de agosto, onde foi recebido pelo líder do Zbor, Dimitrije Ljotić. Em 6 de outubro, Milan Nedić, o primeiro-ministro do Governo de Salvação Nacional da Sérvia instalado pelo Eixo, nomeou Mušicki para liderar o Comando Voluntário Sérvio (em sérvio:  Srpska dobrovoljačka komanda, SDK).  Mušicki esteve envolvido na execução de civis sérvios na cidade de Čačak em dezembro de 1941.  Ele e Milan Aćimović contataram o líder dos Chetniks, Draža Mihailović, em 5 de dezembro, possivelmente em um esforço para avisá-lo com antecedência sobre o ataque que os alemães haviam planejado, codinome Operação Mihailovic.  Esta ação levou os alemães a questionarem a lealdade de Mušicki.  Ele foi afastado do comando no final de 1941 e preso pelos alemães, mas mais tarde foi libertado pela intervenção de Nedić. 
No início de 1943, o Comando Voluntário Sérvio foi renomeado como Corpo de Voluntários Sérvio (em sérvio:  Srpski dobrovoljački korpus, SDK),  e colocado sob o comando direto do General der Artillerie Paul Bader, o general comandante na Sérvia. O SDK não fazia parte da SS, nem era formalmente parte da Wehrmacht. Foi alimentado e vestido de acordo com os padrões alemães, sendo estas despesas reembolsadas aos alemães pelo governo fantoche, que também pagou às tropas as mesmas taxas que a polícia sérvia. O juramento de serviço deste último SDK foi alterado para afirmar que os membros do SDK lutariam, até à morte, se necessário, tanto contra os Partisans Iugoslavos como contra os Chetniks. Nenhuma das organizações conseguiu se infiltrar no SDK devido à sua doutrinação com as ideias de Ljotić.  Mušicki foi renomeado como seu comandante na patente de general.  O SDK foi a única força armada sérvia em que os alemães confiaram durante a guerra, e as suas unidades foram frequentemente elogiadas pelos comandantes alemães pela sua bravura em combate.  Mušicki tentou fugir da Iugoslávia no final da guerra, mas foi capturado pelos britânicos. Ele foi extraditado para a Iugoslávia e levado a julgamento.  No seu julgamento, prestou depoimento sobre o envolvimento de voluntários sérvios no massacre de Kragujevac.  Ele foi considerado culpado de colaborar com os alemães, condenado à morte,  e executado por um pelotão de fuzilamento em Belgrado em 17 de julho de 1946. 